# Qiaotou (köpinghuvudort i Kina, Shandong Sheng, lat 37,32, long 122,28)
Qiaotou (kinesiska: 桥头, 桥头镇) är en köpinghuvudort i Kina. Den ligger i provinsen Shandong, i den östra delen av landet, omkring 470 kilometer öster om provinshuvudstaden Jinan. Antalet invånare är 28 345. Befolkningen består av 14 019 kvinnor och 14 326 män. Barn under 15 år utgör 6,0 %, vuxna 15-64 år 76 %, och äldre över 65 år 17,0 %.
Runt Qiaotou är det tätbefolkat, med 411 invånare per kvadratkilometer. Närmaste större samhälle är Huangguan, 18,2 km nordväst om Qiaotou. Trakten runt Qiaotou består till största delen av jordbruksmark.
Genomsnittlig årsnederbörd är 717 millimeter. Den regnigaste månaden är juli, med i genomsnitt 210 mm nederbörd, och den torraste är januari, med 14 mm nederbörd.